# Brihaspati
En el marco de la mitología hindú, Brijaspati es el nombre del gurú (maestro espiritual) de los devas (dioses).

## Nombre sánscrito
- bṛihaspati, en el sistema AITS (alfabeto internacional para la transliteración del sánscrito). Monier Williams en cambio le acentúa la primera sílaba: bṛ́ihaspati.[1]
- बृहस्पति, en escritura devanagari del sánscrito.[1]
- Pronunciación: al contrario de los compuestos sánscritos normales, su nombre recibe dos acentos sánscritos bríjas-páti, como bráhmanas páti (‘señor de la oración’).
  - /bríjas páti/ en sánscrito[1] o bien
  - /brijaspáti/ en varios idiomas modernos de la India (como el hindí, el maratí o el palí).
- Etimología: ‘el amo de la oración’[1]
  - bṛih: ‘rezo’ (literalmente: ‘lo que aumenta’)[1]
  - pati: ‘señor, dueño’.[1]

### Otros nombres
- Amara Acharia (‘maestro de los inmortales’).
- Amara Gurú (‘maestro de los inmortales’).
- Anguirasa (‘hijo de Anguiras’).
- Animisha Acharia (‘el gurú sin párpados’, o sea un maestro difícil de engañar).
- Anirvapa
- Brahmanaspati o Bráhmanas Pati (‘señor de los sacerdotes’).
- Chura
- Devagurú (‘maestro de los dioses’).
- Dhishan (‘inteligente’).[2]
- Gana Pati (‘líder del grupo [de planetas]’, según el Rig-veda 2.23.1. Este es un nombre también del dios Ganesh.
- Guirisha (‘señor del discurso’); como ‘señor de las montañas’ también es un nombre de Shiva y del Himalaya.
- Gurú (‘maestro’; literalmente ‘pesado’), según el Manu-smriti.
- Idaspati (‘señor del refrescamiento’), que también es nombre de Pushan (en el Rig-veda 6.58.4) y de Visnú (en el Bhagavata-purana 6.5.27).
- Ishia (‘que se debe adorar’).
- Indreshia (Indra-ishia: adorado por el dios Indra).
- Utathya-anu-sha (‘hermano menor de Utathya’; literalmente: ‘nacido después de Utathya’).

## Descripción
Según las escrituras védicas, él es el purojita (sacerdote para hacer sacrificios de fuego, para obtener beneficios materiales) de los dioses, y el archienemigo de Shukra Acharia, el gurú de los danavas (demonios).
Tradicionalmente se lo describe con piel de color amarillo o dorado.
Sostiene los siguientes atributos divinos:
- una vara (danda)
- una flor de loto
- un yapa-mala (cuentas de rosario, para rezar).

Su vehículo es un elefante o una cuadriga arrastrada por ocho caballos.
Tiene una vaca legendaria, que era codiciada por todos los dioses. Ella fue creada por los Ribhus (los tres dioses Ribhu, Vasha y Vibhwán, que viven en el círculo solar, y son los artistas que crearon los caballos de Indra, el carro de guerra de los Aswins y la milagrosa vaca de Brijaspati).
Según la astrología hinduista, él preside sobre el día jueves (guru-vara).
Es el regente del planeta Júpiter y frecuentemente se lo identifica con ese planeta.

## Familia
De acuerdo con el texto Shiva-purana, Brijaspati era un ser humano, sus padres eran el rishi Anguiras y su esposa Surupa. Sus hermanos son Agni, Samvarta (o Samvartana), Utathia y sus hermanas son Sinivali, Kujú, Raka, Anumati y Akupara.
Realizó austeridades en las orillas del mar en Prabhas Tirtha.
El dios Shivá le otorgó la posición como un dios, maestro espiritual de los dioses, y también como uno de los nueve planetas nava-grajas (‘nueve astros’).

### Esposas e hijos
Brijaspati tiene tres esposas:
- Shuba, la primera esposa, dio a luz a siete hijas:
  - Bhanumati
  - Raka
  - Archishmati
  - Majamati
  - Majishmati
  - Sinivali
  - Javishmati.

- Tara, su segunda esposa, dio a luz a siete hijos y una hija.

- Mamata, su tercera esposa, tuvo dos hijos:
  - Kacha[4]
  - Bharadwash.

Los bráhmanas de la familia Bharadwaja Gotra afirman ser descendientes directos de Brijaspati.

## En la astrología védica
En el yiotisha (la astrología hinduista), Brijaspati es el propio planeta Júpiter, el cual es uno de los nava graja (‘nueve planetas’), que los hindúes creen que influyen en la conducta de los seres humanos.
Brijaspati es considerado el más beneficioso de los planetas.
Rige los signos Dhanus (‘arco’, Sagitario) y Mīna (‘pez’, Piscis).
Es exaltado en Karka (Cáncer) y cae en en Makara (Capricornio.
El Sol, la Luna y Marte son amistosos con Brijaspati, Mercurio es hostil y Saturno es neutral.
En el Yiotisha mela es considerado el elemento akasha (éter).
Indica vastedad, crecimiento y expansión en el horóscopo de una persona.
Brijaspati también representa el balance del karma pasado, las creencias religiosas, el conocimiento adquirido y los hijos.
Está relacionado con la educación y la enseñanza.
Los humanos que tienen a Júpiter dominante en su horóscopo pueden engordar con el progreso en la vida y su imperio y prosperidad aumentan; la diabetes es una enfermedad directamente relacionada con Júpiter.

## Adoración
Los hinduistas creen que la adoración de Brijaspati ―o del planeta Júpiter, que es lo mismo― cura las enfermedades del estómago y libera de pecados cometidos.
Su mantra es
ॐ बृं बृहस्पतये नमः ॥
ōṁ bṛṁ bṛhaspatayē namaḥ 
Otro mantra es:
- ॐ ग्रां ग्रीं ग्रौं सः गुरवे नमः ।
- oṁ grāṁ grīṁ grauṁ saḥ gurave namaḥ

Brijaspati es el señor de nakshatras o mansiones lunares:
- Punarvasu
- Vishakha
- Purva Bhadrapada.

Los siguientes ítems están asociados con Brijaspati:
- color: amarillo
- metal: oro
- piedra: topacio amarillo.
- estación: invierno (nieve).
- dirección: noreste
- elemento: éter.

## Otro Brijaspati
El texto ateísta Barjaspatia-sutra (‘los aforismos de Brijaspati’) se atribuye tradicionalmente a Brijaspati. Actualmente, sin embargo, se atribuye al filósofo Charvaka, del siglo VII a. C.).
Aunque es posible que existiese un Brijaspati ateo, otro personaje distinto al mítico sabio.